# Александровский уезд (Владимирская губерния)
Алекса́ндровский уе́зд — административная единица во Владимирской губернии Российской империи и РСФСР, существовавшая в 1778—1929 годах. Уездный город — Александров.

## География
Уезд был расположен на западе Владимирской губернии. Граничил с Тверской и Московской губерниями на западе, Переславским уездом на севере, Юрьевским на востоке и Покровским на юге. По площади уезд занимал территорию в 3285,3 км².
Располагался на территории современных Александровского, части Кольчугинского и Киржачского районов Владимирской области, части Сергиево-Посадского и Талдомского районов Московской области.

## История
Уезд был образован в 1778 году в составе Владимирского наместничества (с 1796 — Владимирской губернии).
9 мая 1921 года в состав Сергиевского уезда Московской губернии вошли Ерёминская и Константиновская волости, а также западные части Ботовской и Рогачёвской волостей. 
13 июня 1921 года в состав вновь образованного Киржачского уезда переданы Жердевская, Лукьянцевская, Филипповская, Финеевская, Фуниковогорская и частично Махринская волости.
15 августа 1921 года Нушпольская волость вошла в состав Ленинского уезда Московской губернии. 
В 1924 году Киржачский уезд был ликвидирован, в состав Александровского уезда вошли укрупнённые волости Киржачская, Овчининская и Филипповская волости. 7 сентября 1925 года в состав уезда из Юрьев-Польского уезда передана укрупнённая Кольчугинская волость.
Уезд упразднен в 1929 году в связи с ликвидацией уездов и губерний. Большая часть уезда вошла в состав Александровского района Александровского округа Ивановской Промышленной области.

## Население
Население уезда в 1896 году 100 525 чел. Плотность населения 34,8 чел. на кв. версту.
По переписи 1897 года в уезде был 100 371 житель (45 409 мужчин и 54 962 женщины).
По итогам всесоюзной переписи населения 1926 года население уезда составило 184 850 человек, из них городское — 50 125 человек (6 городских населённых пунктов).

## Населённые пункты
В 1859 году наиболее крупные населённые пункты:
- Александров (5262 чел.)
- Константиновское (1003 чел.)
- Бакино (784 чел.)
- Нушполы (734 чел.)
- Мячково (602 чел.)
- Лизуново (507 чел.)

По переписи 1897 года наиболее крупные населённые пункты:
- город Александров — 6810 чел.;
- Троицко-Александровская мануфактура т-ва мануфактур Барановых — 7609 чел.;
- Фабрика т-ва Соколовской мануфактуры Асафа Баранова — 6258 чел.;
- с. Константиновское — 1000 чел.;
- с. Бакино — 874 чел.;
- с. Нушпольское — 747 чел.;
- с. Карабаново — 710 чел.;
- с. Мячково — 597 чел.;
- с. Новоселка-Кудрина — 523 чел.

## Административное деление
В 1890 году в состав уезда входило 10 волостей
| № п/п | Волость               | Волостное правление        | Число селений | Население |
| ----- | --------------------- | -------------------------- | ------------- | --------- |
| 1     | Александровская       | г. Александров             | 81            | 13 025    |
| 2     | Андреевская           | с. Андреевское             | 62            | 12 079    |
| 3     | Андревско-Годуновская | с. Андреевское-Годуновское | 49            | 9202      |
| 4     | Ботовская             | д. Ботово                  | 42            | 8885      |
| 5     | Ерёминская            | д. Ерёмино                 | 48            | 5608      |
| 6     | Константиновская      | с. Константиновское        | 91            | 9398      |
| 7     | Махринская            | с. Махра                   | 46            | 9908      |
| 8     | Нушпольская           | с. Нушполы                 | 40            | 6244      |
| 9     | Рогачёвская           | д. Рогачёво                | 56            | 7303      |
| 10    | Тирибровская          | д. Тириброво               | 48            | 5580      |

По данным 1913 года волостное правление Ботовской волости было перенесено в село Ново-Воскресенское, Рогачёвской волости — в село Сватково.
В 1926 году в результате ряда преобразований и укрупнения волостей в состав уезда входило 8 волостей:
- Александровская — г. Александров
- Андреевская — с. Андреевское
- Карабановская — с. Карабаново
- Киржачская — г. Киржач
- Кольчугинская — п. Кольчугино
- Овчининская — с. Овчинино
- Тирибровская — д. Тириброво
- Филипповская — с. Филипповское